# Скоростной спуск (велоспорт)
Скоростной спуск (даунхилл, англ. downhill — «вниз с холма») — экстремальная гоночная дисциплина горного велосипеда, суть которой заключается в прохождении трассы на время. Типичная трасса скоростного спуска содержит в себе различные участки — крутые спуски, резкие повороты (контроуклоны), неровности в виде ям и бугров, торчащие камни и корни деревьев, иногда строятся более сложные препятствия в виде трамплинов и обрывов. Средняя скорость спортсменов на трассе — около 36 км/ч, средний перепад высот — 500 метров на 1,5-2 км.

## Велосипеды и снаряжение
Современные велосипеды для скоростного спуска весят от 13 до 18 кг. Они обладают системой амортизации обоих колёс, а также особой геометрией рамы, отличной от обычных горных велосипедов: увеличенные углы наклона вилки и подседельного штыря для повышения стабильности на высоких скоростях. Задняя подвеска чаще всего с рабочим ходом 180—200 мм. Современные вилки имеют двухкоронную конструкцию и ход 8" или 203 мм. Используются очень мощные (обычно 4-поршневые) тормоза и комплектуются  большими тормозными дисками (роторами), диаметром 180—220 мм.
Современный велосипед для скоростного спуска комплектуется колёсами диаметром 27.5" (стандарт 650B), которые вытеснили доминирующие до этого 26" колёса. В 2017 году на первом этапе Кубка Мира по скоростному спуску в городе Лурд (фр. Lourdes) впервые широко использовались велосипеды с колесами диаметром 29" с вилками специализированной серии FOX 49, а уже в 2018 крупными велосипедными производителями были презентованы серийные велосипеды на 29" колёсах, которые будут доступны всем желающим.
Так же, чтобы выдерживать удары о камни и серьезные нагрузки после трамплинов, в скоростном спуске используются специальные усиленные обода. Как и в случае с велосипедными рамами они делаются из алюминия или карбона.

Колёса оснащаются широкими покрышками (до 3,0") — для максимального сцепления с покрытием местности, имеют агрессивный рисунок протектора. Повсеместно используются бескамерные колёса со специальными пенными вставками для защиты покрышки и обода от повреждений при ударах об острые камни.

На ДХ-велосипеды ставят широкий руль(760-820 мм), и короткий вынос руля (40 мм) — для максимального контроля над байком.
В скоростном спуске используется защита для тела, шлем с защитой лица (фулфейс), защита шеи, а также дополнительные защитные приспособления для отдельных частей тела (колено, голень, локоть, голеностоп, кисть, бедро и прочее), защищающие от серьёзных травм при неожиданных падениях. Надеваются специальные маски, которые полностью закрывают оставшуюся поверхность лица и защищают глаза от попадания пыли, мошек, ветра, грязи и прочего.
Применяются специальные перчатки с жёсткими вставками, которые полностью закрывают кисть велосипедиста для защиты костей кисти при падении. Также используют защиту для торса (так называемая черепаха). Защищает все важные части тела (грудную клетку, плечи, спину, живот) и локти при падении.